# 平澤里菜子
平澤理菜子（日語：平沢 里菜子，1983年5月18日—），日本AV女优。2006年離開事務所，轉型後曾參與2004年『下妻物語』和2006年『娜娜』兩部電影的演出，2010年宣布停止更新自己的部落格。

## AV作品
2004年
- 毆打願望的女人，日語：，〈9月17日〉
- 請欺負我，日語：，〈11月5日，坂下みく、日高ゆりあ 合演〉

2005年
- Anaru 性高潮，日語：，〈4月1日〉
- コスプレ撮影会 第十七回 アナル萌えコスプレイヤー 琴音，〈5月27日〉
- 奴隷通信 No.27，〈7月16日〉
- 東京市中引廻し，〈9月16日〉
- 露出狂想曲4 行人完全看的見！車輛篇，露出狂想曲4 通行人から丸見え！カーセックス編，〈12月1日〉

2006年
- パイパン獣姦２ パイパン牝犬と2匹の牡犬，〈1月13日〉

2007年
- メイドのひ・み・つ，〈8月25日〉

## 電影
- 『娜娜』，2006年
- かえるのうた，飾演京子〈キョウコ〉一角，導演：今岡信治 〈いまおか しんじ〉，2005年
- 『下妻物語』，2006年
- ところてんの女，導演：渡辺世紀，2006年10月27日
- 新堕落东京之奴隶，導演：佐藤吏、Osamu Satô，2007年